# Andrés Augusto Navarro
Andrés Augusto Navarro (Córdoba, provincia de Córdoba, Argentina; 1 de octubre de 1986) es un exfutbolista y entrenador argentino. Actualmente es ayudante de campo de Walter Lemma de Union La Calera de la Primera División de Chile.

## Trayectoria
Andrés Navarro comenzó su carrera como futbolista en Universitario de Córdoba. Tuvo un paso por Belgrano y Deportes Naval de Chile. Luego regresó a Universitario, el club donde se formó y se retiraría finalmente jugando para General Paz Juniors a la corta edad de 27 años.
Inmediatamente comenzó a dirigir las categorías menores de Talleres y fue campeón como ayudante de campo en la temporada 2016-17 con la división reserva. En 2019 salió campeón en 8.ª división de AFA, ya como entrenador principal con la categoría 2004 ganando la final vs Boca Juniors.
Desde 2021 fue el director técnico de la Reserva de Talleres. Su performance más destacada fue en 2022, con uno de los equipos con promedio de edad más bajos del torneo, cuando fue protagonista de la competencia y finalizó a tan solo 2 puntos de los puestos de clasificación a la siguiente instancia. En 2023, tiene su primera experiencia en el futbol profesional, siendo ayudante de campo de Diego Mejia en FC Juarez, Liga Mx, logrando 19 puntos en el torneo, siendo la segunda mejor campaña del club de su historia, hasta ese momento.
Desde julio de 2024 es ayudante de campo de Walter Lemma, en Union La Calera, Chile, logrando salvarse del descenso, manteniendo el equipo en primera division.

## Clubes

### Como entrenador
| Club                             | País      | Año       |
| -------------------------------- | --------- | --------- |
| Talleres (divisiones inferiores) | Argentina | 2013      |
| Talleres (femenino)              | Argentina | 2014      |
| Talleres (divisiones inferiores) | Argentina | 2015-2020 |
| Talleres (reserva)               | Argentina | 2021-2022 |

### Como ayudante de campo
| Club               | País      | Año       |
| ------------------ | --------- | --------- |
| Talleres (reserva) | Argentina | 2017      |
| FC Juárez          | México    | 2023      |
| Unión La Calera    | Chile     | 2024-Act. |